# نظام النقل السريع

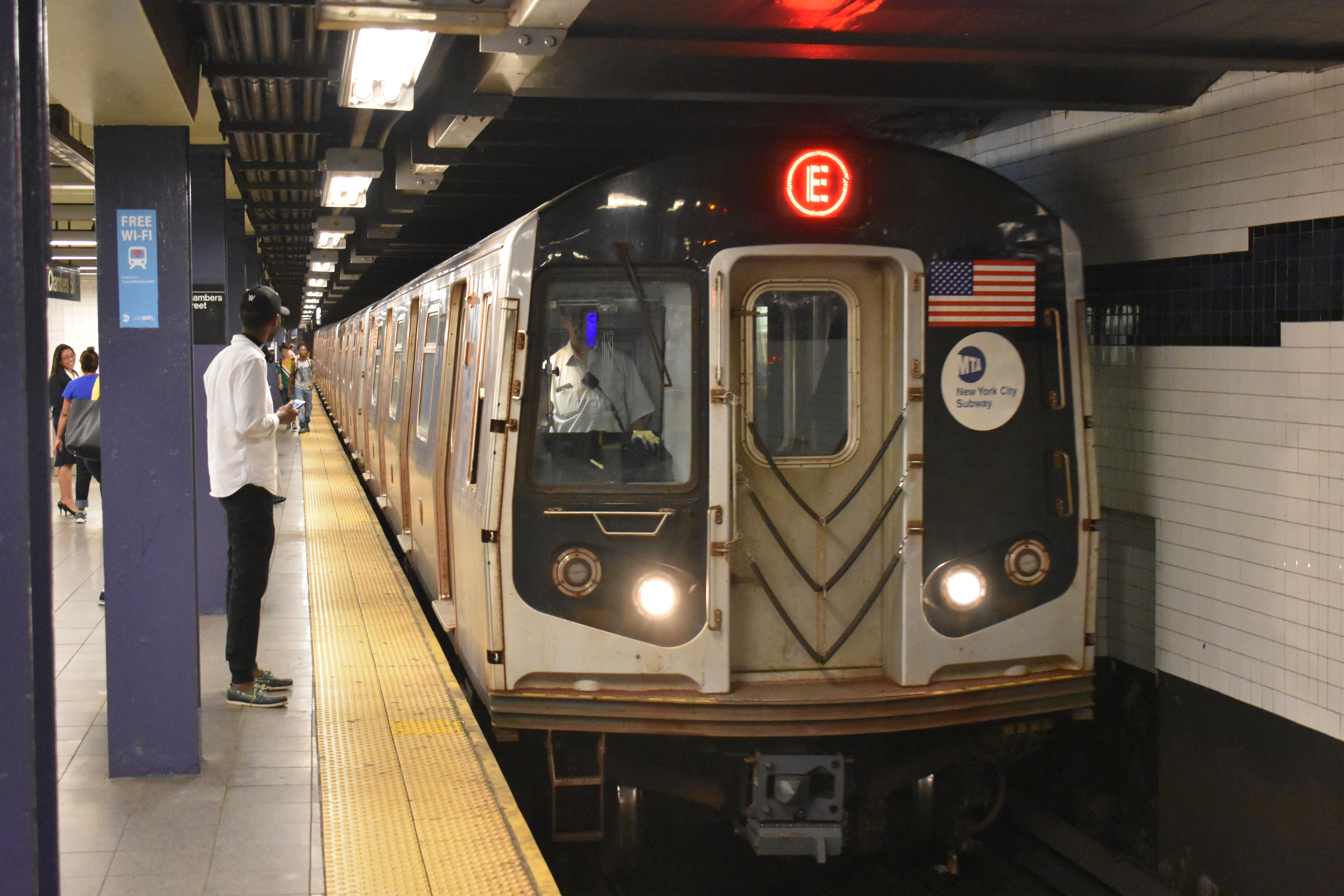
مسراب نيويورك هو أكبر شبكة تنقل سريع أحادية المشغل من ناحية عدد المحطات، مع 472.

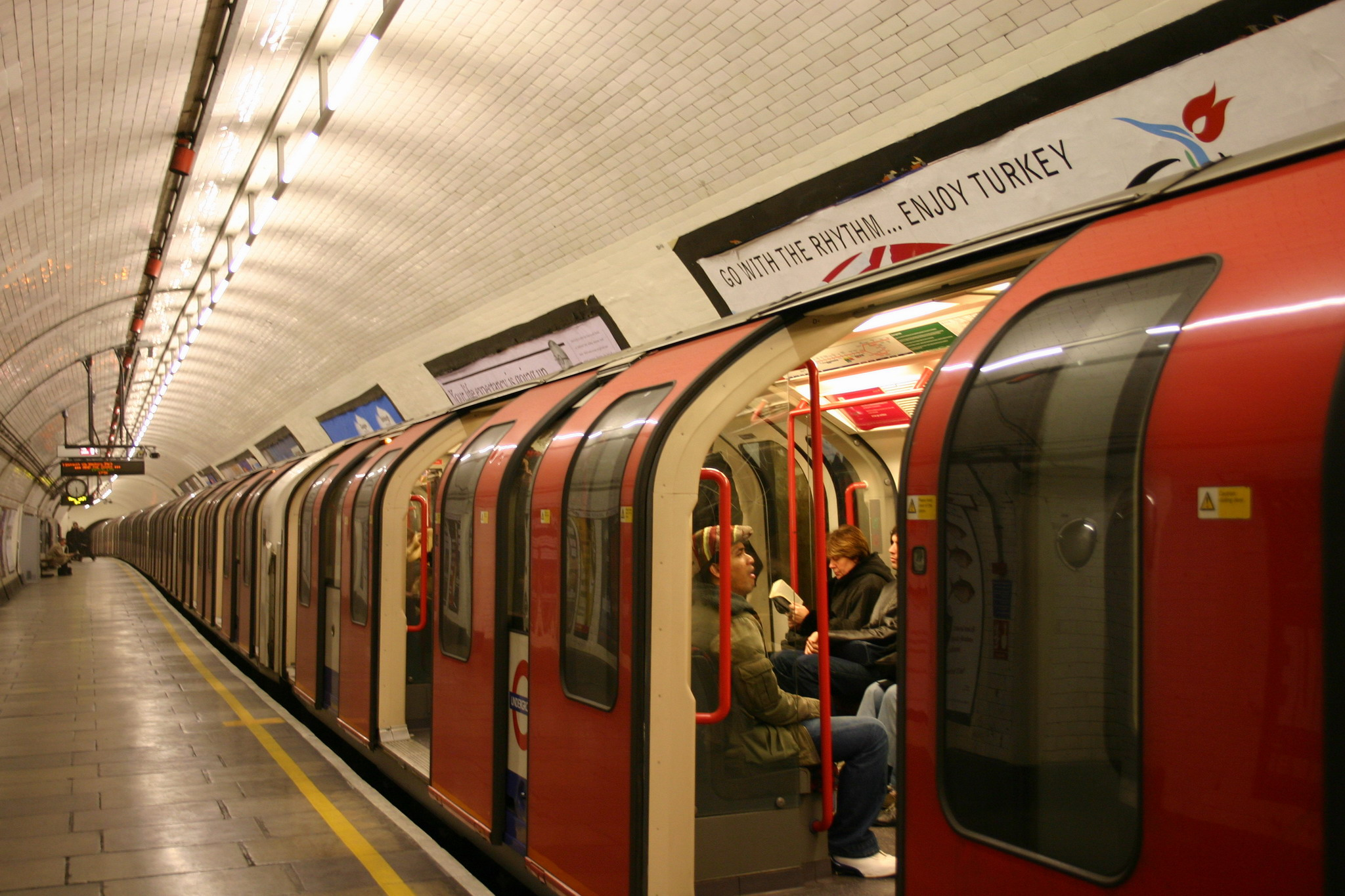
مسراب لندن أقدم شبكة للنقل السريع في العالم.

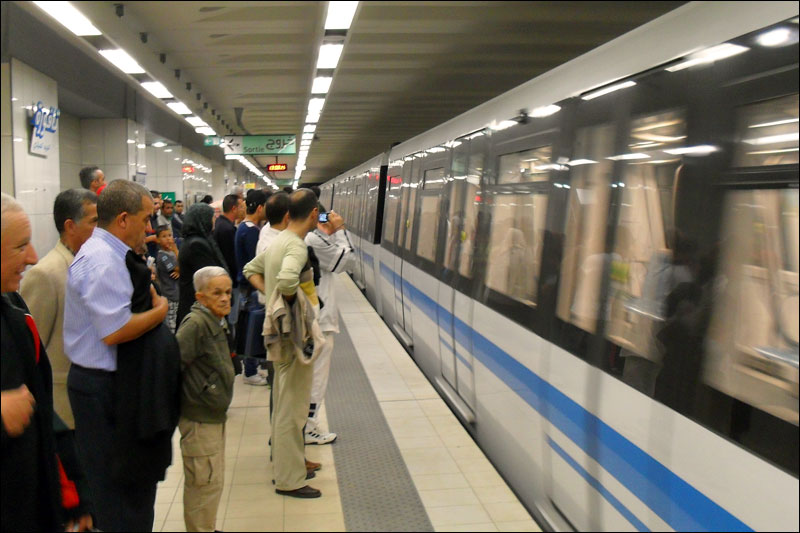
مسراب الجزائر.

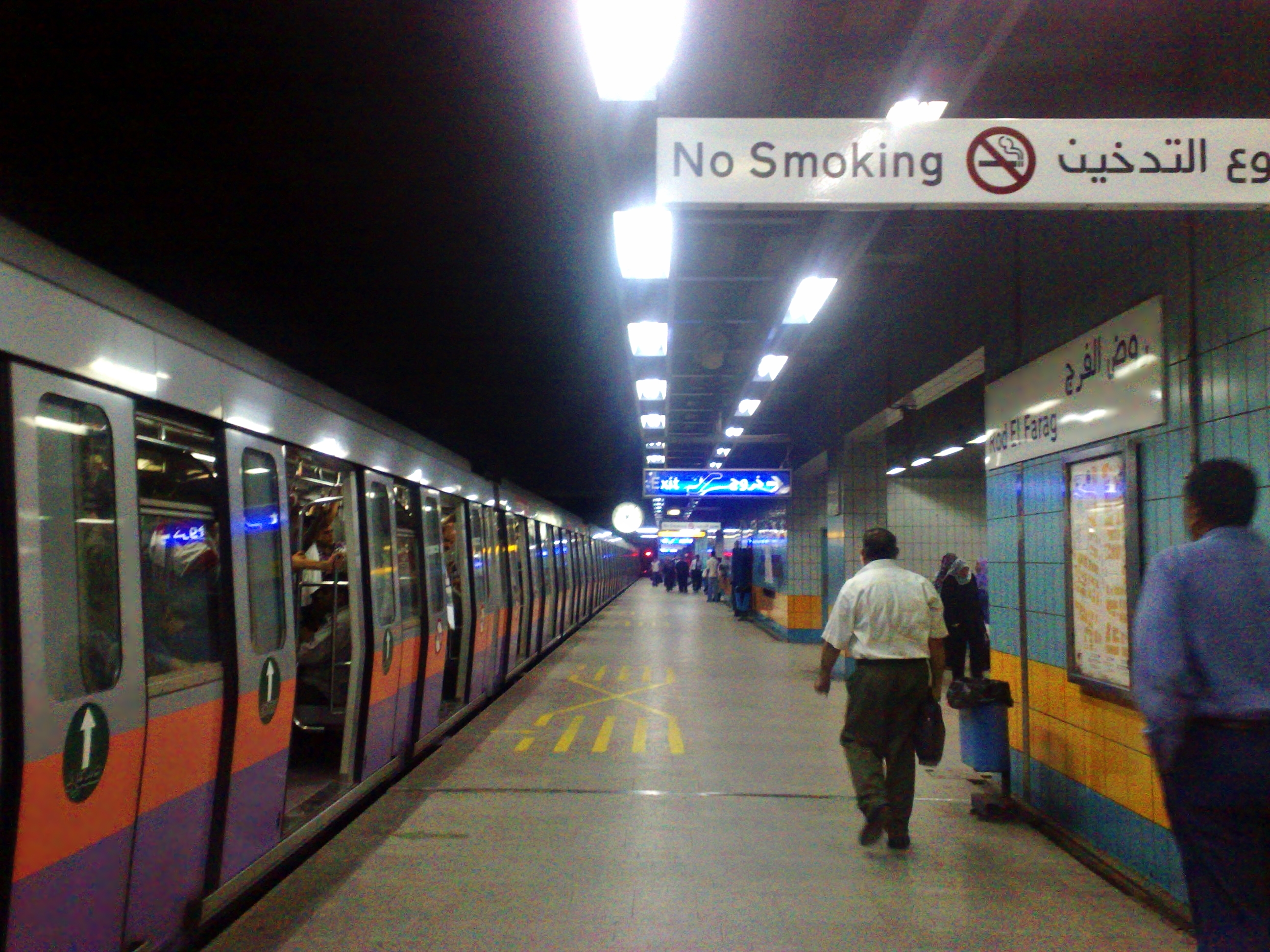
مسراب القاهرة.

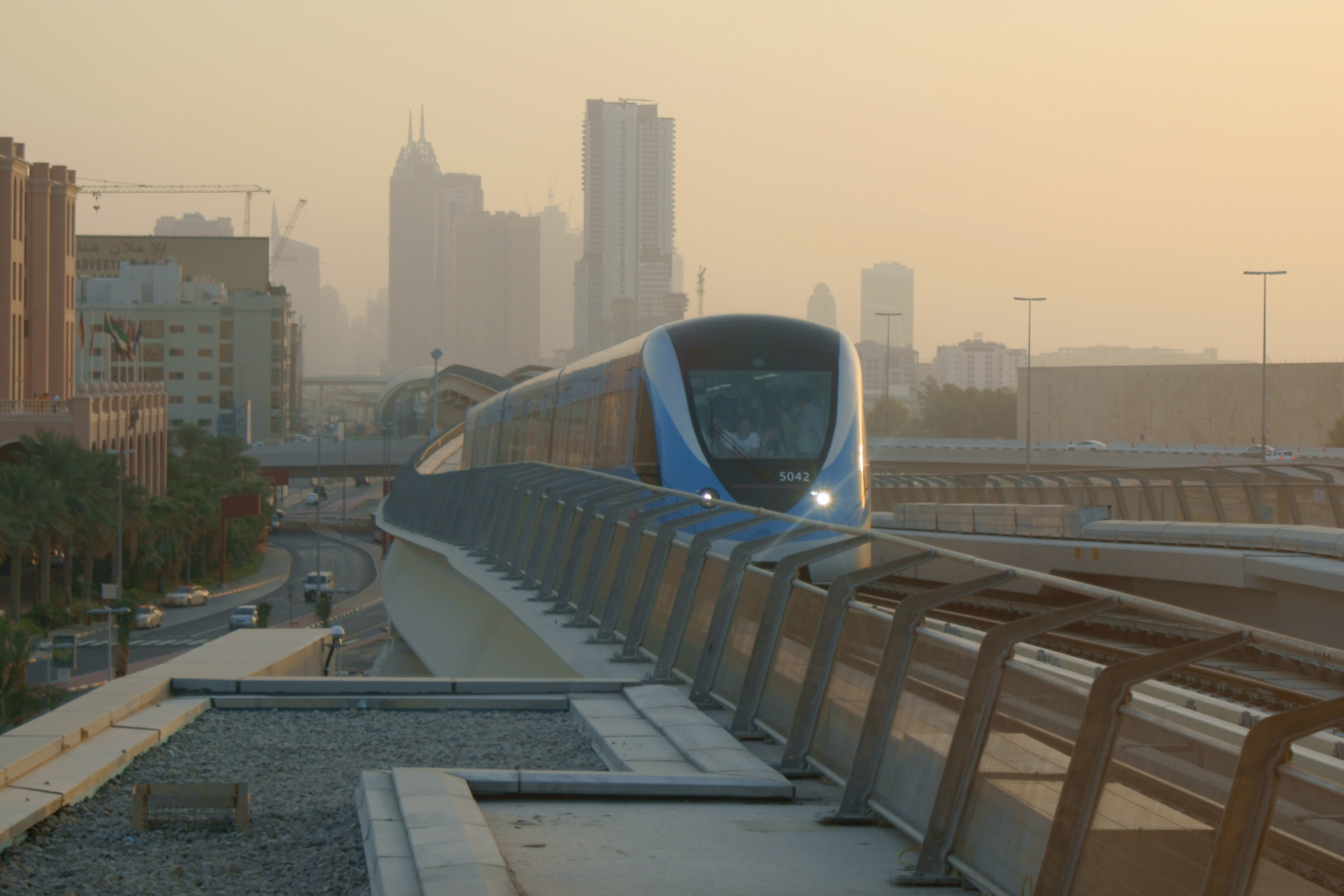
مسراب دبي.

المسراب (الجمع: مساريب) أو قطار الأنفاق أو قطار النفق أو نظام النقل السريع ويعرف أيضًا بمصطلح مترو المشتق من الكلمة الفرنسية «Métropolitain» أي نظام نقل التجمعات الحضرية، ضمن مصطلحات أخرى مثل سابواي (بالإنجليزية: Subway) وأندرجراوند (بالإنجليزية: Underground) وغيرها، هو أحد أنواع النقل المدني وأحد أهم وسائل النقل في غالبية دول العالم بخاصة الدول ذات الكثافة السكانية العالية. وتكون الشبكة نفقية وعلوية وسطحية، حسب البيئة الحضرية المحيطة.
وهو وسيلة نقل حضري، تستخدم قطارات تسير على سكة حديد (غالبًا) لنقل المسافرين بأعداد كبيرة. مسارات المترو هي أنفاق أرضية، تتخللها (في بعض الأحيان) مقاطع على سطح الأرض أغلبها جسور.
المترجم الفرنسي يعرف المترو بأنه سكة حديدية وضعت لتشكل شبكة لنقل عدد كبير من المسافرين داخل منطقة حضرة محددة بواسطة عربات تسير على السكك موجهة توجيها خارجيا آليًا (أي بدون سائق) تتنقل القطارات في مجال مشكل أساسًا من أنفاق شقت خصيصًا لهذا الغرض
التعريف الشمال أمريكي للمترو هو أكثر اختصارًا: هو وسيلة لنقل المسافرين الحضري لأعداد كبيرة موجه عن بعد في موقع مخصص مغلق، دون تقاطع مع وسائل النقل الأخرى والراجلين.

## تاريخ مسراب لندن 1863-1900
أول مترو هو مترو أنفاق لندن 1863، وهو في الأصل مقتبس من القاطرات البخارية، حسب كريستيان وولمر أول مقاول مترو لندن كان شارل بيرسن الذي طور الفكرة في 1845.
قررت سلطات بلدية لندن بناء المترو لمواجهة مشكلة كبيرة كانت تواجهها العاصمة آنذاك بتسهيل حركة 2.5 مليون نسمة في 90 كم²
أول خط كان طوله 6.5 كم انطلق من فارينغدون ستريت إلى بادينغتون.
القاطرات البخارية شكلت مشكلة كبيرة للمسافرين لكن المترو عرف نجاحًا شعبيًا كبيرًا، ما فتئت تتكاثر عدد الخطوط في كل اتجاهات لندن.
في 1890 دشن مترو لندن أول خط مكهرب مما سمح بالقضاء نهائيًا على مشكله التهوية التي تسببها القاطرات البخارية، تمت كهربة كل الخطوط في مترو لندن في خلال 10 سنوات.
اما المترو في القارة الأوربية فهو مترو اسطنبول في 1871، تلاه مترو بودابست 1896، أما مترو باريس فإن أول خط تم وضعه للخدمة في 1900 من ثم عدة خطوط مترو وضعت للخدمة في أنحاء العالم.
ويعتبر مترو لندن وشنغهاي هو الأطول من حيث خطوطه ومترو طوكيو وموسكو الأكثر إزدحامًا.

## التقنية الحالية
أغلب المساريب تسير على سكك كلاسيكيك ذات انفراج عادي أي 1435 مم معتمد من الإتحادية العالمية للسكك الحديدية
المترو على العجلات المطاطية هي تقنية فرنسية طورت ابتداء من 1950 أول مترو يسير كليًا على العجلات المطاطية هو مترو مونتريال، مترو مكسيكو يستعمل نفس التقنية
ابتداء من 1980 ظهرت القيادة الآلية الكلية بدون سائق.